# Brocchinia tanimbarensis
Brocchinia tanimbarensis is een slakkensoort uit de familie van de Cancellariidae. De wetenschappelijke naam van de soort is voor het eerst geldig gepubliceerd in 1997 door Verhecken.